# 국도 제30호선 (베트남)
국도 제30호선(베트남어: Quốc lộ 30)은 빈롱성 빈롱과 동탑성의 띠엔강을 이어주는 일반 국도이다. 이 국도는 베트남의 메콩강 삼각주 일원을 이어주기도 하는 국도이기도 하며, 서북부 지역에서는 국도 제1A호선과도 이어준다. 주요 경유지로는 띠엔장성 까올라인, 동탑성 땀농현·홍응으 시사 등이 있다.